# 挪威 (伊利諾伊州)
挪威（英語：Norway）是位於美國伊利諾伊州拉薩爾縣的一個非建制地區。該地的面積和人口皆未知。

## 地理
挪威的座標為41°27′56″N 88°39′52″W / 41.46556°N 88.66444°W，而該地的平均海拔高度為195米（即640英尺）。